# Сымен (национальный парк)
Сыме́н (англ. Simien Mountains National Park) — национальный парк в Эфиопии, в регионе Амхара.
Парк основан в 1969 году на площади 22 500 га для охраны уникальной природы Сыменских гор на севере Эфиопского нагорья. На территории парка расположена гора Рас-Дашен — высочайшая вершина Эфиопии. Господствующие типы ландшафта: горные пустыни, полупустыни, саванны, а также афро-альпийская растительность с древовидным вереском.
На территории национального парка обитают нубийский горный козёл, эфиопский шакал, леопард, сервал и разнообразные хищные птицы.
Находился в Списке объектов под угрозой с 1996 года по 2017 годы из-за падения численности охраняемых видов (эфиопский шакал, абиссинский горный козёл, обезьяна гелада).